# Cal Sarandaca
Cal Sarandaca és un habitatge de Guissona (Segarra) catalogat a l'Inventari del Patrimoni Arquitectònic de Catalunya. Edifici de dues plantes amb golfa i una composició molt classicista. A la planta baixa dues portes rectangulars de garatge i una més reduïda que dona accés a la zona d'habitatge. El parament d'aquest tram de façana està resolt amb un sòcol llis i carreus de pedres rectangulars molt ben escairats. A la primera planta, tres balcons amb baranes de ferro forjat i una motllura llisa damunt de les tres obertures rectangulars. Separat per una línia d'imposta pronunciada, la golfa amb dues obertures horitzontals a cada extrem, i un cos amb arc de mig punt, dins del qual hi ha dues finestres rectangulars amb ampit, inserides en un segon arc de mig punt. Una cornisa molt pronunciada ressegueix el perímetre d'aquest cos superior.